# Lemonade (canción)
«Lemonade» es una canción grabada por la cantante rumana Alexandra Stan para la reedición de su álbum debut, Cliché (Hush Hush) (2013). Fue lanzada en las estaciones de radio en Italia el 12 de junio de 2012, seguido por su estreno en formato digital el 14 de junio de 2012 a través de MediaPro Music en Rumania y el 1 de agosto de 2012 en Japón. Escrita y producida por Marcel Prodan y Andrei Nemirschi, el sencillo incorpora EDM, reggae-pop y dubstep en su composición; también hace uso de una armónica y un acordeón. Tras su lanzamiento, «Lemonade» ha recibido reseñas positivas por parte de los críticos de música, quienes la llamaron «pegadiza», «fresca» y una pista destacada, mientras que uno de ellos previó que tendría buen rendimiento en la radio. Además fue comparada con los trabajos de Britney Spears, Kelis y Lady Gaga. En los RRA Awards de 2013, la canción fue nominada para la categoría «Radio România Junior».
Un video musical para la pista fue filmado por Iulian Moga en Buftea, Rumania, y subido a YouTube el 4 de junio de 2012. El videoclip presenta a Stan caminando por la ciudad y asistiendo a una fiesta. Comercialmente, «Lemonade» ingresó en algunas listas europeas, encabezando el ranking de Bulgaria y alcanzando el top 30 en Rumania, Italia, Japón y Eslovaquia. También recibió una certificación de oro por la Federación de la Industria Musical Italiana (FIMI) tras vender 15,000 unidades en Italia.

## Composición
Winston Cook-Wilson, del sitio web Inverse, etiquetó la canción como una pista de EDM, reggae y pop «soleada» junto con una armónica «sin sentido». Bradley Stern, quien escribió para MuuMuse, dijo que el género de la pista es «reggae-pop con estilo de Ace of Base», mientras describía sus letras como «completamente sin sentido» y notando el uso de un acordeón. Además, Stern señaló un desglose de dubstep en «Lemonade», que, según el editor, fue inspirado en la canción de Britney Spears «Hold It Against Me» (2011). Jonathan Hamard de Pure Charts sintió que la pista incorpora el género dance pop, augurando «un gran giro musical con sonidos de reggae».
El sitio web rumano Urban.ro afirmó que el sencillo era una mezcla entre la música de los años 90, «Milkshake» (2003) de Kelis, «Eh, Eh (Nothing Else I Can Say)» (2009) de Lady Gaga e influencias de dubstep. También señaló el cambio en la dirección musical de Stan, explicando que la pista era un alejamiento de sus trabajos previos con estilo popcorn. Según el sello de Stan, MediaPro Music, «Lemonade» presenta un mensaje lírico positivo acerca de disfrutar la vida en cada momento.

## Recepción
Tras su lanzamiento, «Lemonade» ha recibido reseñas positivas por parte de los críticos de música. Winston Cook-Wilson de Inverse elogió la pista por ser compleja. Continuó diciendo que «es solo algo para tomar en un día caluroso - también, una manera de calmarse cuando se piensa en un ser querido». Kevin Apaza, quien escribió para Direct Lyrics describió al sencillo como «fresco y funky», confesando que era mejor que sus predecesores «1.000.000» (2012) y «Get Back (ASAP)» (2011). Además, Apaza dijo que «Lemonade» podría ser un éxito en los clubes con la ayuda de unas «pocas remezclas ganadoras». MTV declaró que la canción es «pegadiza», mientras afirmaba que «sería difícil rechazar una copa de lo que nos está ofreciendo Stan para este verano». El canal de música Utv aplaudió al sencillo, y previó que sería exitoso en la radio. En los RRA Awards de 2013, la pista recibió una nominación para la categoría «Radio România Junior».
«Lemonade» debutó en la posición número 74 en la lista FIMI de Italia, alcanzando su punto máximo en el número 25. La pista recibió una certificación de oro por la Federación de la Industria Musical Italiana (FIMI) tras vender 15,000 unidades en el país. La canción se convirtió en un éxito número uno en Bulgaria, alcanzando además el número 70 en República Checa, el número 38 en Hungría, el número 18 en Eslovaquia y el número 27 en el ranking Japan Hot 100 de Japón. En la lista Airplay 100, «Lemonade» alcanzó el puesto número 22.

## Video musical
Un video musical de acompañamiento para «Lemonade» fue subido al canal oficial del sello de Stan, Maan Studio, en YouTube el 4 de junio de 2012 precedido por un teaser lanzado un día antes. Fue filmado por Iulian Moga en abril de 2012 en los estudios MediaPro Pictures en Buftea, Rumania. El video empieza con Stan entrando a la cocina con un vestido a rayas rojo y blanco. Posteriormente, se la ve cortando limones y haciendo limonada, después de lo cual hace una llamada telefónica y camina por la calle luciendo un vestido amarillo con un estampado de limón y sonriendo a la cámara. A continuación, se muestra a Stan cantando frente a un auto rojo, coqueteando con un hombre, seguido por la aparición de dos policías. Más tarde, entran en una tienda y la cantante aparece vendiendo limones en la calle. Luego, el video cambia de color a sepia, ya que ella se encuentra presente en una fiesta de barrio. El video termina con Stan posando frente a un fondo diseñado con diferentes tipos de zapatos.
Kevin Apaza de Direct Lyrics elogió el videoclip, llamándolo «uno de sus mejores trabajos visuales hasta el momento». Continuó describiéndolo como «tierno» y comparando la vestimenta de Stan con la cultura gitana. Urban.ro afirmó que el video «ilustra al sencillo bellamente» y apreció «los colores, el estilo, todo». Los 40 Principales lo incluyó en su lista de los mejores videoclips de Stan junto con «Dance» (2014), «Cherry Pop» (2014), «Thanks for Leaving» (2014), «Cliché (Hush Hush)» (2012), «Get Back (ASAP)», «1.000.000» (2011), «Mr. Saxobeat» (2011), «Lollipop (Param Pam Pam)» (2009) y «All My People» (2013).

## Formatos
| Descarga digital |            |          |  |
| N.º              | Título     | Duración |  |
| 1.               | «Lemonade» | 3:30     |  |

| EP de remezclas |                                                 |          |  |
| N.º             | Título                                          | Duración |  |
| 1.              | «Lemonade (Da Brozz Remix)»                     | 5:05     |  |
| 2.              | «Lemonade (Fedo Mora and Oki Doro Remix)»       | 4:56     |  |
| 3.              | «Lemonade (Rudeejay Remix)»                     | 5:50     |  |
| 4.              | «Lemonade (Rudeejay Radio Edit)»                | 3:03     |  |
| 5.              | «Lemonade (Topakabana Remix)»                   | 4:20     |  |
| 6.              | «Lemonade (Karmin Shiff and Marco Zardi Remix)» | 4:46     |  |

## Personal
Créditos adaptados de las notas de Cliché (Hush Hush).
Estudios
- Grabado en Maan Studio en Constanza, Rumania.

Créditos técnicos y de composición
- Alexandra Stan – voz principal
- Andrei Nemirschi – compositor, productor
- Marcel Prodan – compositor, productor

## Posicionamiento en listas
| Bulgaria        | IFPI          | 1  |
| Eslovaquia      | Rádio Top 100 | 18 |
| Hungría         | Dance Top 40  | 38 |
| Italia          | FIMI          | 25 |
| Japón           | Japan Hot 100 | 27 |
| República Checa | Rádio Top 100 | 70 |
| Rumania         | Airplay 100   | 22 |

| Rumania | Media Forest | 64 |

## Certificaciones
| País | Certificación | Ventas |
| --- | ------------- | ------ |
| Italia (FIMI) | Oro           | 15,000 |
| *cifras de ventas basadas únicamente en la certificación xcifras no especificadas basadas únicamente en la certificación |               |        |

## Lanzamiento

### Proceso
La pista se estrenó por primera vez en las estaciones de radio en Italia el 12 de junio de 2012, seguido por su estreno en formato digital en Rumania el 14 de junio de 2012 a través de MediaPro Music. Posteriormente, «Lemonade» fue lanzada en Italia por iTunes Store un día después, junto con un EP de remezclas estrenado en el país el 24 de julio de 2012 por Vae Victis. Desde agosto hasta octubre de 2012, la pista se lanzó en Japón, España y Estados Unidos a través de Maan Studio, Blanco y Negro Music y Ultra Records, respectivamente.

### Historial
| Región         | Fecha                 | Formato          | Discográfica   |
| -------------- | --------------------- | ---------------- | -------------- |
| Italia         | 12 de junio de 2012   | Radio airplay    | Ninguna        |
| Italia         | 15 de junio de 2012   | Descarga digital | Vae Victis     |
| Italia         | 24 de julio de 2012   | EP de remezclas  | Vae Victis     |
| Rumania        | 14 de junio de 2012   | Descarga digital | MediaPro       |
| Japón          | 1 de agosto de 2012   | Descarga digital | Maan           |
| España         | 7 de agosto de 2012   | Descarga digital | Blanco y Negro |
| Estados Unidos | 16 de octubre de 2012 | Descarga digital | Ultra          |